# Shane Stefanutto
Shane Peter Stefanutto (ur. 12 stycznia 1980 w Cairns) – australijski piłkarz pochodzenia włoskiego występujący na pozycji obrońcy. Zawodnik klubu Olympic FC.

## Kariera klubowa
Stefanutto zawodową karierę rozpoczynał w 1998 roku w klubie Brisbane Strikers z National Soccer League. W debiutanckim sezonie pełnił tam rolę rezerwowego, ale od początku następnego stał się podstawowym graczem Brisbane. W tym klubie grał przez 6 lat. W tym czasie rozegrał tam 124 ligowe spotkania i zdobył 1 bramkę.
W 2004 roku podpisał kontrakt z norweskim Lillestrøm SK. W Tippeligaen zadebiutował 12 kwietnia 2004 w wygranym 2:0 pojedynku z Fredrikstadem. W Lillestrøm przez pierwsze dwa sezony był graczem rezerwowym, a podstawowym zawodnikiem stał się od sezonu 2006. 26 sierpnia 2007 w wygranym 7:0 spotkaniu Aalesunds FK strzelił pierwszego gola w Tippeligaen. W tym samym roku zdobył z klubem Puchar Norwegii.
W 2008 roku Stefanutto odszedł do Lyn Fotball, także występującego w Tippeligaen. Pierwszy ligowy mecz rozegrał tam 27 kwietnia 2008 przeciwko Fredrikstadowi (0:0). W Lyn występował przez 2 sezony. W 2009 roku wrócił do Australii, gdzie został graczem klubu North Queensland Fury z A-League. W tych rozgrywkach zadebiutował 15 sierpnia 2009 w przegranym 0:5 pojedynku z Gold Coast United. W North Queenslan Fury spędził rok.
W 2010 roku podpisał kontrakt z zespołem Brisbane Roar, również grającym w A-League. Pierwszy ligowy mecz rozegrał tam 8 sierpnia 2010 przeciwko Gold Coast United (0:0). Wraz z Brisbane trzy razy zdobył mistrzostwo A-League (2011, 2012, 2014). W 2016 roku odszedł do Olympic FC.

## Kariera reprezentacyjna
W reprezentacji Australii Stefanutto zadebiutował 24 marca 2007 w wygranym 2:0 towarzyskim meczu z Chinami. W latach 2007–2009 w drużynie narodowej zagrał 3 razy.